# Plecoptera bilinealis
Plecoptera bilinealis là một loài bướm đêm trong họ Erebidae.